# 苫米地站
苫米地站（日语：／ Tomabechi eki */?）是青森鐵道青森鐵道線的鐵路車站，位於青森縣三戶郡南部町，是1960年代才增設的車站。所屬的南部町役所就是位於本車站的東邊。
名稱來自阿伊努語的「tomam-pet」（濕地的河流）或「toma-pet」（延胡索的河流）。

## 車站結構
本站採用簡易車站模式，不設有站舍，只設有2個側式月台，乘客從路面可直至進入各月台範圍，並有行人天橋連接兩邊月台。雖然沒有站舍，但各月台上均設有候車用的有蓋小屋，其中1號月台（往青森方向）的候車小屋內設置了1部自動售票機，並且靠向劍吉站方向的末端另外興建了1座獨立的洗手間。
月台為全露天模式，最初的有效長度只有3輛，後來向劍吉站方向延長至可容納6輛。現時列車停靠時，則只會使用靠向北高岩站的最末2節月台。

### 月台配置
| 月台 | 路線        | 方向 | 目的地         |
| ---- | ----------- | ---- | -------------- |
| 1    | ■青森鐵道線 | 下行 | 八戶、青森方向 |
| 2    | ■青森鐵道線 | 上行 | 三戶、盛岡方向 |

## 歷史
- 1961年8月15日：日本國鐵苫米地站開業。
- 1987年4月1日：國鐵分割民營化，本站由JR東日本繼承經營。
- 2002年12月1日：因東北新幹線延長至八戶，本站改由青森鐵路管理[2]。

## 相鄰車站
青森鐵道
■青森鐵道線
劍吉－苫米地－北高岩

## 外部連結
- 青森鐵道苫米地站 （页面存档备份，存于）（日語）
- JR東日本時代的諏訪平站。（日語）